# 暗黒の魔像
『暗黒の魔像』（あんこくのまぞう、原題：英: The Dark Eidolon）は、アメリカ合衆国のホラー小説家クラーク・アシュトン・スミスによる短編小説。クトゥルフ神話関連作品で、『ウィアード・テールズ』1935年1月号に収録された。
未来大陸ゾティークを舞台とした、退廃的な作品。ゾティークの複数作品で言及される魔神タサイドンが、実際に登場する。冒頭でゾティーク大陸と神々への説明があり、世界観が解説されている。反面、クトゥルフ神話への接続度は高くはなく、タサイドンなどの他作家作品への出演はごく一部にとどまる。
ナイトランド叢書版の解説にて、安田均は「こちらは長めのゾシーク譚の代表作。『ブラックブック』の筋書きでは、最後のクライマックスの処理だけが書いてある。ササイドンについての言及がしたかったみたいだ。よく前半のナミルハの物語につながったと思う」と解説している。

## あらすじ
遠い未来、太陽の力は衰え、地球最後の大陸ゾティークでは、科学文明は滅び去り、古代の妖術が復活する。太古の時代にヒュベルボレオスやムー、ポセイドニス（アトランティス）で信仰された神々は、はるかな時代を経て、異なる名前でゾティークへと戻ってくる。
クシュラクの首都ウッマオスにて、孤児ナルトスは王子の馬に踏みつけられる。王子はやがて皇帝ゾトゥッラとなり、ナルトスは首都を離れて名前をナミッラと変えて大魔術師となる。ゾトゥッラの悪政とナミッラの降霊術は、2つの脅威として語られるようになり、ナミッラはかつての復讐をするために、首都へと帰還する。
ある日、王宮の眼前に、一夜にして巨大な城が築かれていた。姿を現さないナミッラの意図を読み測れない皇帝は無視を決め込み、悪神タサイドンを信じるほどに堕落していた民たちは悪の妖術師の到来を称賛する。やがて王宮の庭園が「見えない馬」によって踏み荒らされる事件が起こり、皇帝は激怒する。次の夜には宮殿の前廊や露台が、三日目には宮殿内の廊下が、踏み荒らされ傷めつけられる。続いて皇帝は、ナミッラから館への招待を受ける。
ナミッラは傍にタサイドンの像を置くも、自信から己をタサイドンと対等であるかのように語る。ナミッラは、皇帝に復讐するためにタサイドンの力を借りようと魔神像に願う。だが、悪徳を司るタサイドンは皇帝の邪悪さや民たちの堕落ぶりを称賛する形で彼の願いを拒否し、むしろあの出来事があったからこそ強大な妖術師に大成できたと説き、恨みを忘れるよう諭す。これに納得できないいナミッラは別の魔神タモゴルゴスと契約を結ぶ。
ゾトゥッラのもとへ、ナミッラに遣わされた異形の従者が現れる。そして宮殿の全員が操られたかのようにナミッラの館へと入っていき、皇帝も後に続く。宴の席で、ナミッラとゾトゥッラは対面する。ナミッラは奇怪な妖術を演出して、皇帝の臣下達を軽く一掃し、皇帝ゾトゥッラと側室のオベクサーの2人だけが生き残る。さらに妖術師はタモゴルゴスの駆り立てる馬を召喚し、宮殿を含んだ帝国全土を踏み荒らさせる。
ナミッラは薬品を取り出し、ゾトゥッラに飲ませて自分も飲むと、ナミッラの魂はゾトゥッラの肉体に転移し、ゾトゥッラの魂はタサイドンの像に封じ込められて身動きが取れなくなる。続いて妖術師＝皇帝の肉体は馬の蹄足へと変貌し、オベクサーを踏みつける。そこへタサイドンの援護により、ゾトゥッラはタサイドンの像を動かせるようになり、魔神の戦棍でかつての己の肉体を打ちのめす。
タサイドンは用済みとなったゾトゥッラの魂を追い出し、ゾトゥッラは死ぬ。これに伴いナミッラの魂は元の己の肉体に戻る。だがタサイドンの呪いによって記憶が混濁し、ついには発狂して金剛石製の鏡に映った己の鏡像を攻撃する。そうしているうちにやがて、帝国全土を踏み荒らし尽くした馬が戻ってきて、唯一残っていたナミッラの館を踏み潰し、物語は終結する。

## 主な登場人物・用語

### 主人公たち
- ナミッラ - 大妖術師。素性は乞食少年ナルトス。ゾトゥッラに復讐するために、首都に帰還する。
- ゾトゥッラ - クシュラクの皇帝。怠惰で専横、邪悪な皇帝だが、下劣な民たちに歓迎され栄えている。ナルトスと同年齢であり、ナミッラに恨まれているが、覚えてない。
- タサイドン - ゾティークの魔神。偶像は黒甲冑の兵士の姿をしており、像を介して魔術師と会話もする。悪徳を司るゆえにナミッラの私怨を否定して、助力を拒否する。名を変えてゾティークに再来した古代の魔神らしいが、過去の名前は作中では登場しなかった。
- タモゴルゴス - ゾティークの魔神。「深淵の王」と称され、「巨大な不可視の軍馬」を使役する。

### 関連人物
- オウファロク - ナルトス少年＝妖術師ナミッラの師。既に故人となっている。
- オベクサー - ゾトゥッラの側室。拷問者の島ウッカストログ出身。
- ピタイム - 先代皇帝であり、ゾトゥッラの父。息子が放った毒蛇によって暗殺された。死体となりナミッラに仕える姿で、息子と再会する。
- キュントロムの若者 - オベクサーのかつての愛人。海難事故で倒れていたところをオベクサーに救われて愛人とされたが、厭きられ拷問にかけられて惨死した。死体となりナミッラに仕える姿で、オベクサーと再会する。

## 収録
- 『ゾティーク幻妖怪異譚』創元推理文庫、大瀧啓裕訳「暗黒の魔像」
- 『魔術師の帝国1 ゾシーク篇』ナイトランド叢書、安田均訳「暗黒の偶像」